# Guillaume Chauvin
Pour les articles homonymes, voir Chauvin.
Guillaume Chauvin, né vers 1422 à Nantes et mort le 5 avril 1484 dans la prison de Vannes, seigneur du Bois-de-la-Muce et du Pont-Hus, est un noble breton, chancelier du duc de Bretagne François II de 1460 à 1481, incarcéré en 1481 du fait de son grand rival, Pierre Landais.

## Biographie

### Origines familiales et formation
Guillaume est le fils Jean Chauvin, seigneur de l'Eperonnière, conseiller à la Chambre des comptes de Bretagne, dont le siège était à Nantes, et d'Agaisse Piédru, sœur de Pierre Piédru (?-1449), évêque de Tréguier (1430-1435), puis de Saint-Malo (1435-1449).

### Carrière
Après une « magnifique carrière dans la haute administration bretonne »[pas clair], il est nommé premier président de la Chambre des comptes de Bretagne en 1456, conservant cette fonction jusqu'en 1467). En 1460, il est nommé chancelier de Bretagne par François II, qui règne depuis 1458.
En 1468, il représente François II pour les négociations du traité d'Ancenis, signé le 10 septembre, qui est une capitulation face au roi de France, Louis XI.

### Chute et incarcération
En 1481, il est emprisonné à Vannes pour ses opinions politiques[pas clair] et son opposition à Pierre Landais, trésorier et receveur général de Bretagne depuis 1460 et devenu le principal conseiller du duc. La Chambre des comptes a constaté de nombreux abus et libéralités de la part de Landais.
Il meurt en prison le 5 avril 1484.

## Suites: les destins de Pierre Landais et du duché de Bretagne
Pierre Landais ne profite pas longtemps de la mort de son rival : il est renversé le 25 juin 1485 par un groupe de nobles bretons. Accusé de concussion et d'avoir une responsabilité dans la mort de Guillaume Chauvin, il est condamné à mort et exécuté par pendaison le 19 juillet à Nantes.
Six ans et demi plus tard, le 6 décembre 1491, François II étant mort en 1488, après sa défaite à Saint-Aubin-du-cormier, son héritière la duchesse Anne épouse le roi de France Charles VIII, première étape de l'intégration du duché de Bretagne au royaume de France.